# De Scheene
De Scheene, ook wel Scheenesloot genoemd, is een rond 1400 gegraven vaarweg in de Rottige Meente, gelegen in Weststellingwerf, tussen de lintdorpen Nijetrijne en Oldetrijne enerzijds en anderzijds Spanga, Scherpenzeel en Munnekeburen.
De Scheene wordt doorsneden door de Schipsloot in Wolvega en tegenwoordig door de Helomavaart, het kanaal tussen het Tjeukemeer en de Driewegsluis in de Linde. De Scheene is 11,2 kilometer lang.Ten oosten van de Schipsloot loopt de Scheene als sloot of greppel door tot Nijeholtpade,ook als voormalige dorpsgrens.

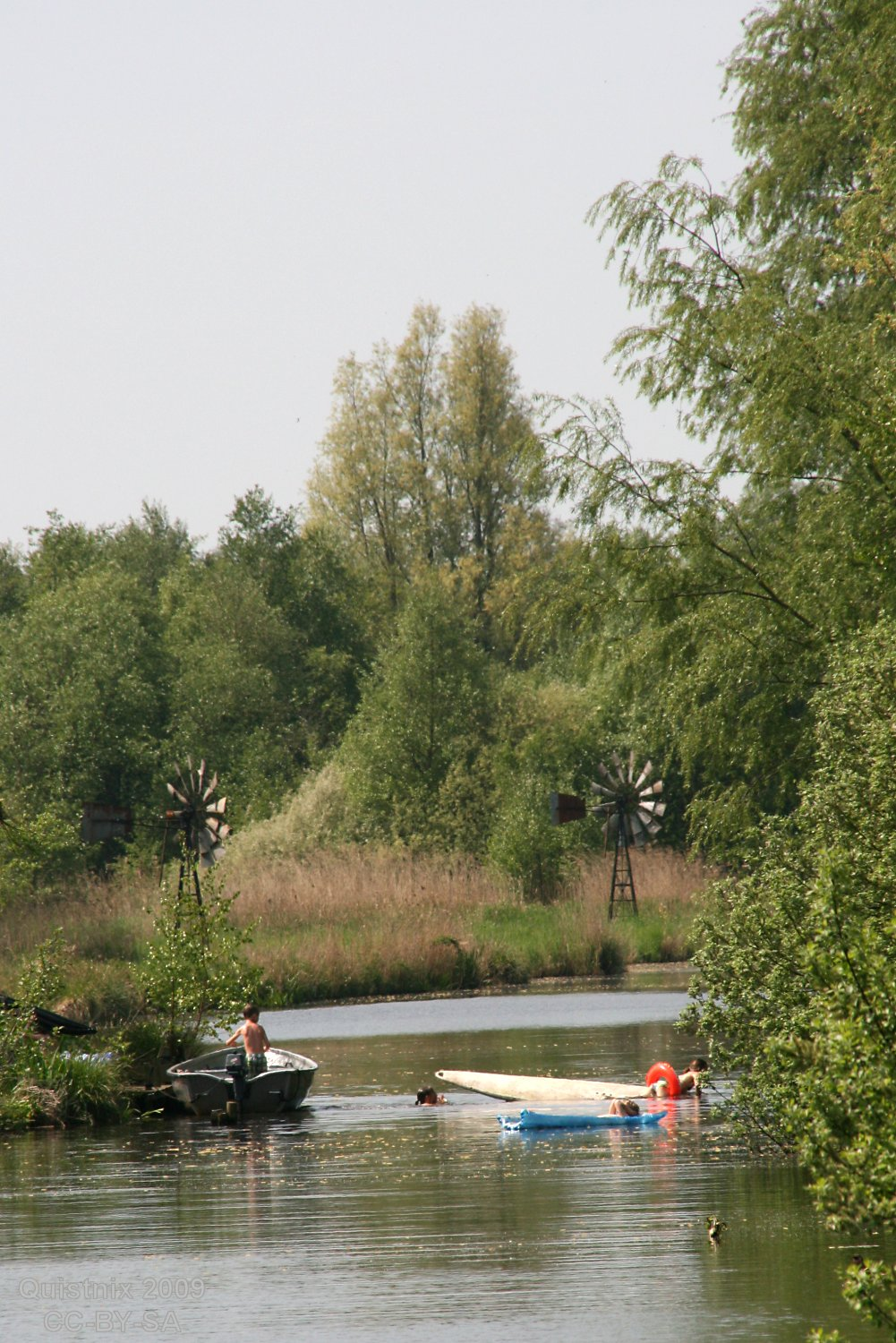
Windmotoren langs de Scheene